# Legacy: The Absolute Best
Legacy: The Absolute Best – kompilacyjny album amerykańskiej grupy The Doors wydany 12 sierpnia 2003 zawiera nagrania z lat 1966–1971. Na płycie przywrócono oryginalną wersję „Break on Through (To the Other Side)” ze słyszalnym wersem „she gets high” (na płycie The Doors fragment ocenzurowano) oraz z wyraźnym „fuck” w utworze „The End”.

## Spis utworów

### Dysk pierwszy
1. „Break on Through (To the Other Side)” (John Densmore, Robbie Krieger, Ray Manzarek, Jim Morrison) – 2:29
2. „Back Door Man” (Willie Dixon) – 3:34
3. „Light My Fire” (Densmore, Krieger, Manzarek, Morrison) – 7:08
4. „Twentieth Century Fox” (Densmore, Krieger, Manzarek, Morrison) – 2:23
5. „The Crystal Ship” (Densmore, Krieger, Manzarek, Morrison) – 2:34
6. „Alabama Song” (Bertolt Brecht, Kurt Weill) – 3:19
7. „Soul Kitchen” (Densmore, Krieger, Manzarek, Morrison) – 3:35
8. „The End” (Densmore, Krieger, Manzarek, Morrison) – 11:46
9. „Love Me Two Times” (Densmore, Krieger, Manzarek, Morrison) – 3:16
10. „People Are Strange” (Densmore, Krieger, Manzarek, Morrison) – 2:12
11. „When the Music’s Over” (Densmore, Krieger, Manzarek, Morrison) – 11:02
12. „My Eyes Have Seen You” (Densmore, Krieger, Manzarek, Morrison) – 2:29
13. „Moonlight Drive” (Densmore, Krieger, Manzarek, Morrison) – 3:04
14. „Strange Days” (Densmore, Krieger, Manzarek, Morrison) – 3:09
15. „Hello, I Love You” (Densmore, Krieger, Manzarek, Morrison) – 2:16
16. „The Unknown Soldier” (Densmore, Krieger, Manzarek, Morrison) – 3:25
17. „Spanish Caravan” (Densmore, Krieger, Manzarek, Morrison) – 3:01
18. „Five to One” (Densmore, Krieger, Manzarek, Morrison) – 4:27
19. „Not to Touch the Earth” (Densmore, Krieger, Manzarek, Morrison) – 3:54

### Dysk drugi
1. „Touch Me” (Densmore, Krieger, Manzarek, Morrison) – 3:12
2. „Wild Child” (Densmore, Krieger, Manzarek, Morrison) – 2:38
3. „Tell All the People” (Krieger) – 3:21
4. „Wishful Sinful” (Krieger) – 2:58
5. „Roadhouse Blues” (Densmore, Krieger, Manzarek, Morrison) – 4:04
6. „Waiting for the Sun” (Densmore, Krieger, Manzarek, Morrison) – 4:00
7. „You Make Me Real” (Densmore, Krieger, Manzarek, Morrison) – 2:53
8. „Peace Frog” (Densmore, Krieger, Manzarek, Morrison) – 2:58
9. „Love Her Madly” (Densmore, Krieger, Manzarek, Morrison) – 3:18
10. „L.A. Woman” (Densmore, Krieger, Manzarek, Morrison) – 7:51
11. „Riders on the Storm” (Densmore, Krieger, Manzarek, Morrison) – 7:10
12. „The WASP (Texas Radio and the Big Beat)” (Densmore, Krieger, Manzarek, Morrison) – 4:15
13. „The Changeling” (Densmore, Krieger, Manzarek, Morrison) – 4:21
14. „Gloria (live)” (Morrison) – 6:18
15. „Celebration of the Lizard (#)” (Densmore, Krieger, Manzarek, Morrison) – 17:01